# Giuseppe Paternò Raddusa
Giuseppe Paternò Raddusa (Acireale, 12 aprile 1989) è uno sceneggiatore italiano.

## Biografia
Nato ad Acireale e cresciuto a Catania, è sceneggiatore dei film Maschile singolare, del suo sequel Maschile plurale e di L'estate più calda, in cui appare anche come attore. È autore di diversi podcast di successo, come Demoni Urbani: di quest'ultimo ha firmato l'adattamento editoriale (Demoni Urbani - I mostri sono tra noi), pubblicato da Sperling & Kupfer, e quello per il palcoscenico (Demoni Urbani - Amori tossici). Ha sceneggiato il podcast di finzione Agatha Christie Scomparsa, prodotto da Audible e da Gli Ascoltabili e adattato anche in Spagna e Francia. Nel 2018 ha recitato nel film indipendente Dreams, Washed Out di Momò Lee e nel 2019 ha condotto su LifeGate Radio il programma Sostenibilità for beginners.
Nel 2025 scrive e conduce Mamma Ebe - Una storia italiana, un podcast in cinque episodi dedicato alla figura di Mamma Ebe. 

## Filmografia

### Cinema
- Maschile singolare, regia di Matteo Pilati e Alessandro Guida (2021)
- Tutto il tempo del mondo, regia di Daniele Barbiero – cortometraggio (2023)
- Notti d'estate, regia di Riccardo Cannella  – cortometraggio (2023)
- L'estate più calda, regia di Matteo Pilati (2023)
- Maschile plurale, regia di Alessandro Guida (2024)

### Televisione
- Involontaria - L'esame – fllm TV, regia di Alessandro Guida (2022)

## Podcast
- Mamma Ebe - Una storia italiana, scritto e condotto da Giuseppe Paternò Raddusa (2025)
- Ellissi, con Gianmarco Saurino (2023)
- Predatori, con Orsetta Borghero (2023)
- Ferite, con Donatella Finocchiaro (2022)
- Il Mostro, a cura di, con Massimo Picozzi e Massimo Alì (2021)
- The Source, head writer, con Fabrizio Biggio e Massimiliano Loizzi (2021)
- Agatha Christie Scomparsa, con Giacomo Zito e Maria Aaris (2019)
- Demoni Urbani, con Francesco Migliaccio (2018)

## Teatro
- Sintetico Accorato, con Giorgia Coco (2020)
- Demoni Urbani - Amori Tossici, con Francesco Migliaccio e Anita Lo Russo, regia di Filippo Ferraresi (2023 -2024)

## Opere letterarie
- Demoni Urbani - I mostri sono tra noi, Sperling & Kupfer (2021)